# Bestämmande sektion
En bestämmande sektion innebär inom kanalströmningen att det naturliga vattendjupet sammanfaller med det verkliga vattendjupet. Då är också Mannings formel tillämplig för flödesberäkningar.
Vid alla flödesberäkningar inom kanalströmningen är det viktigt att kunna identifiera den bestämmande sektion som ligger närmast den punkt som man vill kunna flödesberäkna. I praktiken återfinns bara en bestämmande sektion vid långa, raka kanaler och öppna diken, samt vid kritisk strömning.